# Empte (Adelsgeschlecht)

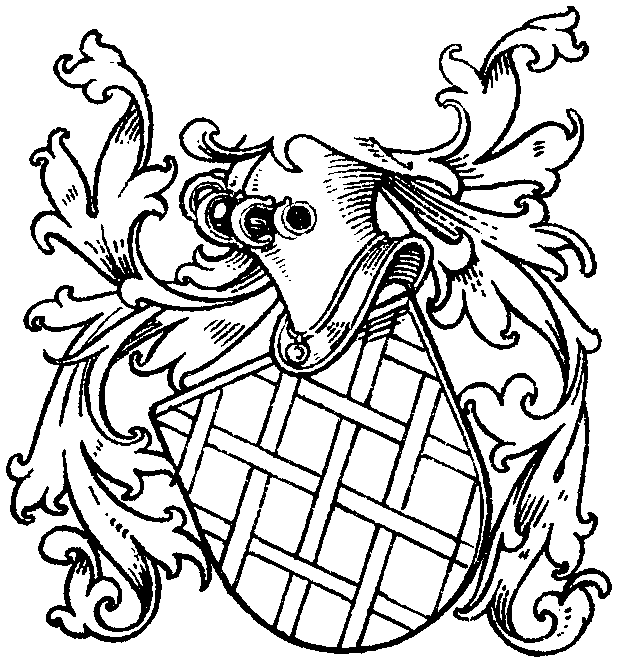
Wappen derer von Empte (Emte) im Wappenbuch des Westfälischen Adels

Empte  (auch: Emte, Emete, Emeten o. ä.) ist der Name eines erloschenen westfälischen Adelsgeschlechts.

## Geschichte

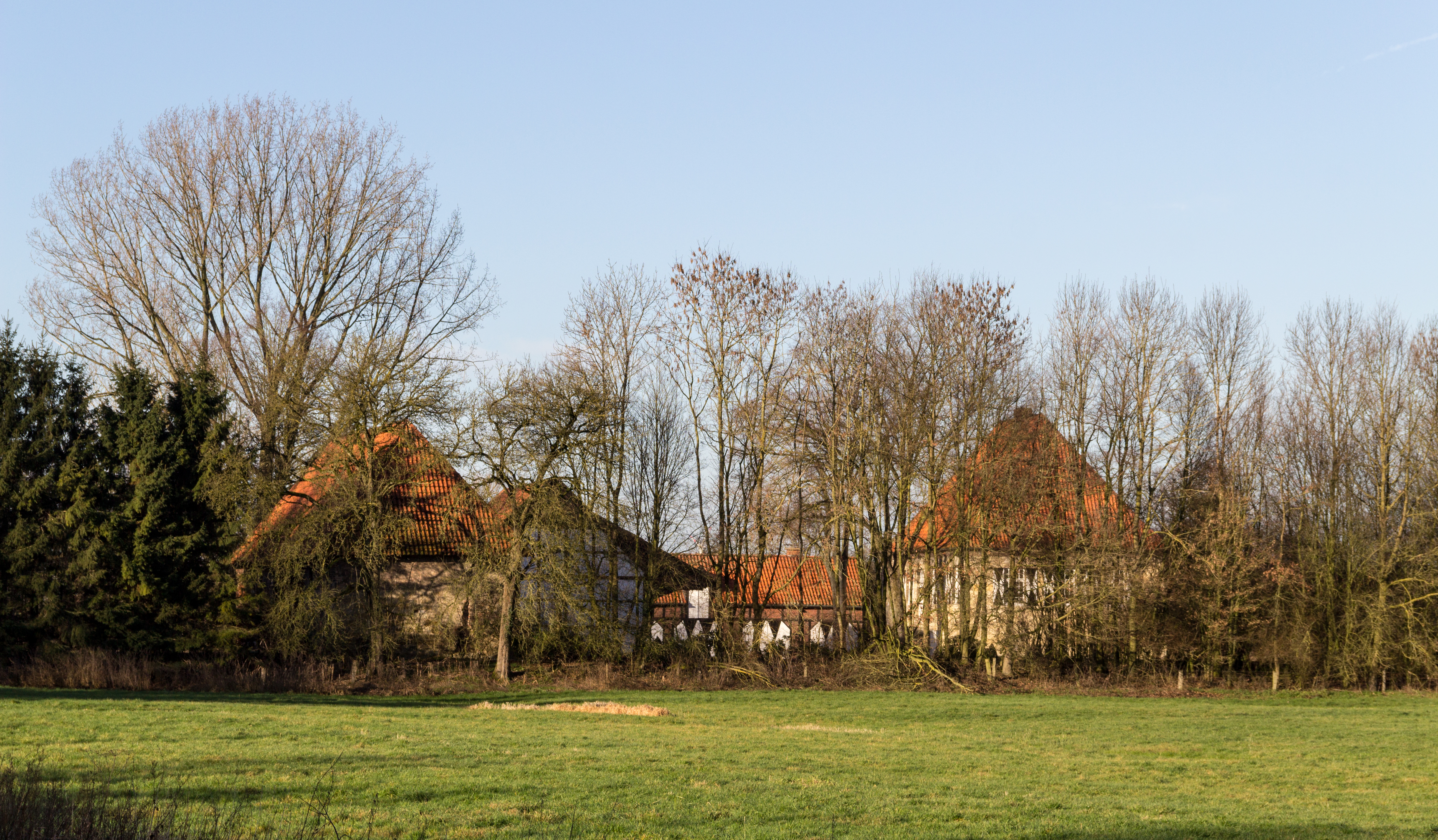
Haus Empte (2014)

Der namensgebende Stammsitz des Geschlechts war Haus Empte in Dülmen-Kirchspiel. Der früheste überlieferte Namensträger ist Thiderik von Emete im Jahr 1226. Neben Haus Empte besaß er ein Burglehen zu Haus Dülmen.
1254 tritt ein Ritter Johann von Emeten als Bürge für Bischof Otto von Münster auf. In einer Urkunde von 1313 wird erwähnt, dass Herr Gottfried von Emete und sein Sohn Johann von Ritter Gerhard von Wederden totgeschlagen worden waren. 1376 erscheinen ein Johann von Empte und sein Sohn Heinrich als Zeugen für Godeke Schenke, Burgmann zu Dülmen. Dietrich und Heinrich von Emete werden 1392 in einer Urkunde des bischöflichen Freigrafen Werner Beates genannt Stock als Bürgen erwähnt. 1436 und 1438 war eine Vrederen von Emete Küsterin des Stifts Nottuln. Mehrfach erscheint ein Johann von Emete als Dülmener Burgmann (urkundl. 1438 und 1452).
Letzter Namensträger im Mannesstamm war 1450 Johan von Emete. Die Letzte des Geschlechts war seine Erbtochter Olderadis. Sie brachte Haus Empte über ihre Ehe mit Dietrich von Hameren zu Billerbeck an die Herren von Hameren.

## Wappen
Blasonierung: Im Schild ein schräges Gitter. Helmzier und Tingierung sind nicht überliefert.
Die offenbar stammesverwandten Herren von Merveldt führen ein identisches Wappen.